# Jiří Brožek
Jiří Brožek (ur. 11 marca 1947 w miejscowości Roudnice nad Labem) – czeski montażysta filmowy, wielokrotny laureat Czeskiego Lwa.

## Życiorys
W latach 1967–1973 studiował montaż filmowy i reżyserię na Wydziale Filmowym i Telewizyjnym Akademii Sztuk Scenicznych w Pradze. Później pracował w Studiu Filmowym Barrandov, od 1976 jako samodzielny montażysta. W swojej karierze pracował przy montażu ponad 100 filmów fabularnych oraz dziesiątek produkcji telewizyjnych i seriali.
Współpracował między innymi z takimi reżyserami jak Ladislavem Smoljakem (Kelner, płacić!), Karlem Kachyňou (Złote węgorze), Jiřím Menzelem (Postrzyżyny, Święto przebiśniegu, Wsi moja sielska, anielska) Věrou Chytilovou (Śnieżyca) i Václavem Havlem (Odejścia).
Jest wielokrotnym laureatem Czeskiego Lwa za najlepszy montaż za filmy: Krwawa powieść (1993), Zabić Sekala (1998), Angel Exit (2000), Sex w Brnie (2003), Słoneczne miasto (2005), Piękne chwile to motyle (2006), ...a będzie gorzej (2007), Odejście (2011) i Brud (2017), podwójny laureat Slnka v Sieti za Słoneczne miasto (2006) i Cygan (2012), mianowany do Orłów za Zabić Sekala (1998). Brožek jest członkiem Czeskiej Akademii Filmowej i Telewizyjnej (ČFTA) oraz honorowym członkiem Słowackiej Akademii Filmu i Telewizji (SFTA).
Ma troje dzieci.

## Filmografia

### Montażysta
| Rok  | Film                                                | Reżyseria                           | Uwagi                                                       |  |
| ---- | --------------------------------------------------- | ----------------------------------- | ----------------------------------------------------------- |  |
| 1970 | Konečná                                             | Jaroslav Soukup                     | film studencki                                              |  |
| 1971 | Temná brána noci                                    | Jaroslav Soukup                     | film studencki                                              |  |
| 1973 | Tvrdohlavý Lot                                      | Hussein Moussa                      | film studencki                                              |  |
| 1976 | Keď poviem Kyjev...                                 | Viera Polakovičová                  | krótki dokument                                             |  |
| 1976 | Konečně si rozumíme                                 | Jaroslav Papoušek                   |                                                             |  |
| 1976 | Nedobrovoľný kúpeľ                                  | Viera Polakovičová                  |                                                             |  |
| 1976 | Tri šťastné čerešne                                 | Vladimír Kavčiak                    | TV film                                                     |  |
| 1976 | V znamení Merkúra                                   | Viera Polakovičová                  | krótki dokument                                             |  |
| 1977 | Malér                                               | Miroslav Dolejší                    | studentský film                                             |  |
| 1977 | Řeknem si to příští léto                            | Július Matula                       |                                                             |  |
| 1977 | Stawiam na trzynastkę                               | Dušan Klein                         |                                                             |  |
| 1977 | Tichý Američan v Praze                              | Josef Mach, Štěpán Skalský          |                                                             |  |
| 1978 | Cudowni mężczyźni z korbką                          | Jiří Menzel                         |                                                             |  |
| 1978 | Piorun kulisty                                      | Ladislav Smoljak                    |                                                             |  |
| 1978 | Polowanie na kaczkę                                 | Karel Kovář                         |                                                             |  |
| 1978 | Střepy pro Evu                                      | Rudolf Adler                        |                                                             |  |
| 1979 | Drsná Planina                                       | Jaroslav Soukup                     |                                                             |  |
| 1979 | Gdzie nikt nie może                                 | Dušan Klein                         |                                                             |  |
| 1979 | Miłość między kroplami deszczu                      | Karel Kachyňa                       |                                                             |  |
| 1979 | Jak się rodzi osiedle                               | Věra Chytilová                      |                                                             |  |
| 1979 | Złote węgorze                                       | Karel Kachyňa                       |                                                             |  |
| 1979 | Žena pro tři muže                                   | Jaroslav Papoušek                   |                                                             |  |
| 1980 | Cukrová bouda                                       | Karel Kachyňa                       |                                                             |  |
| 1980 | Kalamita                                            | Věra Chytilová                      |                                                             |  |
| 1980 | Krkonošské pohádky                                  | Věra Jordánová                      | serial telewizyjny; 2. seria                                |  |
| 1980 | Nevěsta k zulíbání                                  | Július Matula                       |                                                             |  |
| 1980 | Postrzyżyny                                         | Jiří Menzel                         |                                                             |  |
| 1980 | Romaneto                                            | Jaroslav Soukup                     |                                                             |  |
| 1980 | Kelner, płacić!                                     | Ladislav Smoljak                    |                                                             |  |
| 1981 | Dostih                                              | Jaroslav Soukup                     |                                                             |  |
| 1981 | Chytilová versus Forman                             | Věra Chytilová                      | TV dokument (Belgia)                                        |  |
| 1981 | Jako zajíci                                         | Karel Smyczek                       |                                                             |  |
| 1981 | Śnieżyca                                            | Věra Chytilová                      |                                                             |  |
| 1981 | Pozor, vizita!                                      | Karel Kachyňa                       |                                                             |  |
| 1981 | Zakázaný výlet                                      | Štěpán Skalský                      |                                                             |  |
| 1982 | Brehy nehy                                          | Fero Fenič                          | film telewizyjny                                            |  |
| 1982 | Dahome                                              | Magdalena Příhodová                 | film studencki                                              |  |
| 1982 | Jak świat traci poetów                              | Dušan Klein                         |                                                             |  |
| 1982 | Když rozvod, tak rozvod                             | Štěpán Skalský                      |                                                             |  |
| 1982 | Plaché příběhy                                      | Dobroslav Zborník, Tomáš Tintěra    |                                                             |  |
| 1982 | Poslední vlak                                       | Július Matula                       |                                                             |  |
| 1982 | Slaná růže                                          | Janusz Majewski                     |                                                             |  |
| 1982 | Sněženky a machři                                   | Karel Smyczek                       |                                                             |  |
| 1982 | Vítr v kapse                                        | Jaroslav Soukup                     |                                                             |  |
| 1983 | Fandy, ó Fandy                                      | Karel Kachyňa                       |                                                             |  |
| 1983 | Jara Cimrman śpi                                    | Ladislav Smoljak                    |                                                             |  |
| 1983 | Lekár umierajúceho času                             | Miloslav Luther                     | serial telewizyjny                                          |  |
| 1983 | Radykalne cięcie                                    | Dušan Klein                         |                                                             |  |
| 1983 | Sestřičky                                           | Karel Kachyňa                       |                                                             |  |
| 1983 | Święto przebiśniegu                                 | Jiří Menzel                         |                                                             |  |
| 1983 | Záchvěv strachu                                     | Jaroslav Soukup                     |                                                             |  |
| 1984 | 1984 – Rok Orwella                                  | Jiří Sozanský                       | krótkometrażowy film eksperymentalny                        |  |
| 1984 | Podróż dookoła mojej głowy                          | Jaroslav Papoušek                   |                                                             |  |
| 1984 | Džusový román                                       | Fero Fenič                          |                                                             |  |
| 1984 | Jak poeci tracą złudzenia                           | Dušan Klein                         |                                                             |  |
| 1984 | Krkonošské pohádky                                  | Věra Jordánová                      | serial telewizyjny; 3. seria                                |  |
| 1984 | Miłość z pasażu                                     | Jaroslav Soukup                     |                                                             |  |
| 1984 | Rozpuštěný a vypuštěný                              | Ladislav Smoljak                    |                                                             |  |
| 1984 | Sanitka                                             | Jiří Adamec                         | serial telewizyjny                                          |  |
| 1984 | Všechno nebo nic                                    | Štěpán Skalský                      |                                                             |  |
| 1984 | Všichni mají talent                                 | Zdeněk Flídr                        |                                                             |  |
| 1985 | Balada o snu                                        | Eva Marie Bergerová                 | balet                                                       |  |
| 1985 | Duhová kulička                                      | Karel Kachyňa                       | film telewizyjny                                            |  |
| 1985 | Tísňové volání                                      | Miloš Zábranský                     |                                                             |  |
| 1985 | Vlak dětství a naděje                               | Karel Kachyňa                       | serial telewizyjny                                          |  |
| 1985 | Všichni musí být v pyžamu                           | Jaroslav Papoušek                   |                                                             |  |
| 1985 | Wsi moja sielska, anielska                          | Jiří Menzel                         |                                                             |  |
| 1986 | Conversation 5, 6 & 8                               | Richard Balous                      | krótkometrażowy film eksperymentalny                        |  |
| 1986 | Dobre oświetlenie                                   | Karel Kachyňa                       |                                                             |  |
| 1986 | Kdo se bojí, utíká                                  | Dušan Klein                         |                                                             |  |
| 1986 | Parallel touches                                    | Richard Balous                      | krótkometrażowy film eksperymentalny                        |  |
| 1986 | Pejzaż z meblem                                     | Karel Smyczek                       |                                                             |  |
| 1986 | Pięści w ciemności                                  | Jaroslav Soukup                     |                                                             |  |
| 1986 | Śmierć pięknych saren                               | Karel Kachyňa                       |                                                             |  |
| 1986 | Stromboli                                           | Richard Balous                      | niedokończone krótkometrażowy film eksperymentalny          |  |
| 1986 | Vlčí bouda                                          | Věra Chytilová                      |                                                             |  |
| 1987 | Dyskotekowa opowieść                                | Jaroslav Soukup                     |                                                             |  |
| 1987 | Jak poetom smakuje życie                            | Dušan Klein                         |                                                             |  |
| 1987 | Když v ráji pršelo                                  | Magdalena Pivoňková                 |                                                             |  |
| 1987 | Moře začíná za vsí                                  | Zdeněk Flídr                        |                                                             |  |
| 1987 | Nejistá sezóna                                      | Ladislav Smoljak                    |                                                             |  |
| 1987 | Błazen i królowa                                    | Věra Chytilová                      |                                                             |  |
| 1988 | Dobří holubi se vracejí                             | Dušan Klein                         |                                                             |  |
| 1988 | Przyjaciel na niepogodę                             | Jaroslav Soukup                     |                                                             |  |
| 1988 | Oznamuje se láskám vašim                            | Karel Kachyňa                       |                                                             |  |
| 1988 | Pražská pětka                                       | Tomáš Vorel                         |                                                             |  |
| 1988 | Tichý společník                                     | Zdeněk Flídr                        |                                                             |  |
| 1989 | Archa bláznů                                        | Ctibor Turba                        | montaż sceniczny                                            |  |
| 1989 | Atrakce švédského zájezdu                           | Zoran Gospić                        |                                                             |  |
| 1989 | Blázni a děvčátka                                   | Karel Kachyňa                       |                                                             |  |
| 1989 | Člověk proti zkáze                                  | Štěpán Skalský, Jaromír Pleskot     |                                                             |  |
| 1989 | Koniec starych czasów                               | Jiří Menzel                         |                                                             |  |
| 1989 | Czuły barbarzyńca                                   | Petr Koliha                         |                                                             |  |
| 1989 | Vážení přátelé, ano                                 | Dušan Klein                         |                                                             |  |
| 1990 | Dym                                                 | Tomáš Vorel                         |                                                             |  |
| 1990 | Ostatni motyl                                       | Karel Kachyňa                       |                                                             |  |
| 1990 | Silnější než já                                     | Petr Šícha                          |                                                             |  |
| 1990 | Sladké jarní hry                                    | Pavel Aujezdský                     |                                                             |  |
| 1990 | Svědek umírajícího času                             | Miloslav Luther                     |                                                             |  |
| 1990 | Vracenky                                            | Jan Schmidt                         |                                                             |  |
| 1990 | Zvláštní bytosti                                    | Fero Fenič                          |                                                             |  |
| 1991 | Opera żebracza                                      | Jiří Menzel                         |                                                             |  |
| 1992 | Lepiej być zdrowym i bogatym niż biednym i chorym   | Juraj Jakubisko                     |                                                             |  |
| 1992 | Chodzi po mieście Mikołaj                           | Karel Kachyňa                       | film telewizyjny                                            |  |
| 1993 | Anielskie oczy                                      | Dušan Klein                         |                                                             |  |
| 1993 | Faust on a String                                   | Michael Baumbruck                   | krótki dokument                                             |  |
| 1993 | Konec básníků v Čechách                             | Dušan Klein                         |                                                             |  |
| 1993 | Krwawa powieść                                      | Jaroslav Brabec                     |                                                             |  |
| 1993 | Życie i niezwykle przygody żołnierza Iwana Czonkina | Jiří Menzel                         |                                                             |  |
| 1994 | Ameryka                                             | Vladimír Michálek                   |                                                             |  |
| 1994 | Měsíční údolí                                       | Petr Nikolaev a další               | specjalne okazje                                            |  |
| 1994 | Fajny sezon                                         | Karel Kachyňa                       | serial telewizyjny                                          |  |
| 1994 | Příliš hlučná samota                                | Věra Caïs                           |                                                             |  |
| 1994 | Situace vlka                                        | Jan Schmidt, F. A. Brabec           | niedokończony film                                          |  |
| 1995 | Zemsta należy do mnie                               | Lordan Zafranović                   |                                                             |  |
| 1995 | Mladí muži poznávají svět                           | Radim Špaček                        | dokument                                                    |  |
| 1996 | Bubu a Filip                                        | Milan Šteindler                     | serial telewizyjny                                          |  |
| 1996 | Holčičky na život a na smrt                         | Jaroslav Brabec                     |                                                             |  |
| 1996 | Tři životy Vladimíra Pucholta                       | Miroslav Šmídmajer, Martin Slunečko | dokument                                                    |  |
| 1997 | Modré z nebe                                        | Eva Borušovičová                    |                                                             |  |
| 1997 | Wychowanie panien w Czechach                        | Petr Koliha                         |                                                             |  |
| 1998 | Česká soda                                          | Fero Fenič a další                  | serial telewizyjny                                          |  |
| 1998 | Zabić Sekala                                        | Vladimír Michálek                   |                                                             |  |
| 1999 | Daruj krev                                          | Jiří Krejčík                        |                                                             |  |
| 1999 | Praskie opowieści                                   | Martin Šulík i iiny                 |                                                             |  |
| 2000 | Angel Exit                                          | Vladimír Michálek                   |                                                             |  |
| 2000 | Český Robinson                                      | Dušan Klein                         | film telewizyjny                                            |  |
| 2000 | Vlci ve městě                                       | Petr Nikolaev                       | film telewizyjny                                            |  |
| 2001 | Babie lato                                          | Vladimír Michálek                   |                                                             |  |
| 2001 | Muž, který vycházel z hrobu                         | Dušan Klein                         | film telewizyjny                                            |  |
| 2001 | Milan Hlavsa a Plastic People of the Universe       | Jana Chytilová                      | dokument                                                    |  |
| 2001 | Szkodzi – nie szkodzi                               | Eva Borušovičová                    |                                                             |  |
| 2001 | Stříbrná paruka                                     | Jan Schmidt                         | seriál                                                      |  |
| 2002 | Černá slečna, slečna Černá                          | Petr Nikolaev                       | film telewizyjny                                            |  |
| 2002 | Elixír a Halíbela                                   | Dušan Klein                         | film telewizyjny                                            |  |
| 2002 | Klucz do określania karłów                          | Martin Šulík                        | dokument                                                    |  |
| 2002 | Miláček                                             | Dušan Klein                         | film telewizyjny                                            |  |
| 2002 | Perníková věž                                       | Milan Šteindler                     |                                                             |  |
| 2003 | Krysař                                              | F.A. Brabec                         |                                                             |  |
| 2003 | Městečko aneb Sláva vítězům, čest poraženým         | Jan Kraus                           |                                                             |  |
| 2003 | Sex w Brnie                                         | Vladimír Morávek                    |                                                             |  |
| 2003 | Záchranáři                                          | Vladimír Michálek                   | serial telewizyjny                                          |  |
| 2004 | Lovec a datel                                       | Vladimír Michálek                   | film telewizyjny                                            |  |
| 2005 | Eden                                                | Petr Nikolaev, Jiří Chlumský        | serial telewizyjny                                          |  |
| 2005 | Hrubeš i Mareš są kumplami na dobre i na złe        | Vladimír Morávek                    |                                                             |  |
| 2005 | Portréty                                            | kolektiv autorů                     | díl Ivan Wernisch, básník (r. Jana Chytilová)               |  |
| 2005 | Słoneczne miasto                                    | Martin Šulík                        |                                                             |  |
| 2006 | Piękne chwile to motyle                             | Věra Chytilová                      |                                                             |  |
| 2006 | Obsługiwałem angielskiego króla                     | Jiří Menzel                         |                                                             |  |
| 2007 | ...a będzie gorzej                                  | Petr Nikolaev                       |                                                             |  |
| 2008 | O rodičích a dětech                                 | Vladimír Michálek                   |                                                             |  |
| 2008 | Proč bychom se netopili                             | Petr Nikolaev                       | serial telewizyjny                                          |  |
| 2008 | Zlatá šedesátá                                      | Martin Šulík                        | serial dokumentalny                                         |  |
| 2009 | Klub osamělých srdcí                                | Petr Nikolaev                       | film telewizyjny                                            |  |
| 2009 | Operacja Dunaj                                      | Jacek Glomb                         |                                                             |  |
| 2010 | 25 ze šedesátých aneb Československá nová vlna      | Martin Šulík                        | dokument                                                    |  |
| 2010 | Cizí příběh                                         | Juraj Deák                          | film telewizyjny                                            |  |
| 2010 | Jarmareční bouda                                    | Pavel Dražan                        |                                                             |  |
| 2011 | Cygan                                               | Martin Šulík                        |                                                             |  |
| 2011 | Odejście                                            | Václav Havel                        |                                                             |  |
| 2011 | Tajemství staré bambitky                            | Ivo Macharáček                      | film telewizyjny                                            |  |
| 2012 | Nevinné lži                                         | Vojtěch Kotek i inni                | serial telewizyjny; 2. część 1. seria – Lež má rozbité auto |  |
| 2012 | Tvoje slza, můj déšť: Přítomnost Arnošta Lustiga    | Eva Lustigová                       | dokument                                                    |  |
| 2013 | Co v detektivce nebylo                              | Jaroslav Brabec                     | film telewizyjny                                            |  |
| 2013 | Donšajni                                            | Jiří Menzel                         |                                                             |  |
| 2013 | Chvilková slabost                                   | Jaroslav Brabec                     | film telewizyjny                                            |  |
| 2013 | Kovář z Podlesí                                     | Pavel Göbl                          |                                                             |  |
| 2013 | Po Jantarové stezce                                 | Jana Chytilová                      | dokument                                                    |  |
| 2013 | Slečna Flintová                                     | Jaroslav Brabec                     | film telewizyjny                                            |  |
| 2014 | Československý filmový zázrak                       | Martin Šulík                        | serial dokumentalny                                         |  |
| 2014 | My 2                                                | Slobodanka Raduň                    |                                                             |  |
| 2014 | Nevinné lži                                         | Jitka Rudolfová i inni              | serial telewizyjny; 4. część 2. seria – Moje pravda         |  |
| 2015 | Život je život                                      | Milan Cieslar                       |                                                             |  |
| 2016 | Decibely lásky                                      | Miroslav Halík                      |                                                             |  |
| 2016 | Jak se zbavit nevěsty                               | Tomáš Svoboda                       |                                                             |  |
| 2016 | Tenkrát v ráji                                      | Petr Pálka                          |                                                             |  |
| 2017 | Špína                                               | Tereza Nvotová                      |                                                             |  |
| 2018 | GEN – Galerie elity národa                          | kolektiv autorů                     | serial dokumentalny, díl Jaromír Šofr (r. Radomír Šofr)     |  |
| 2018 | Pasažéři                                            | Jana Boršková                       | dokument                                                    |  |
| 2019 | Cena za štěstí                                      | Olga Dabrowská                      |                                                             |  |
| 2019 | Jaroslav Kučera Zblízka                             | Jakub Felcman, Tomáš Michálek       | dokument                                                    |  |

### Współpraca
| Rok  | Film                                         | Reżyseria                 | Uwagi                                         |
| ---- | -------------------------------------------- | ------------------------- | --------------------------------------------- |
| 1974 | Televize v Bublicích aneb Bublice v televizi | Jaroslav Papoušek         | pomoc w edycji(Jiřina Lukešová)               |
| 1976 | Na samotě u lesa                             | Jiří Menzel               | pomoc w edycji (Jiřina Lukešová)              |
| 1989 | Vojtěch, řečený sirotek                      | Zdeněk Tyc                | nadzór nad edycją (Boris Machytka)            |
| 1993 | Krwawa powieść                               | Jaroslav Brabec           | współpraca scenariuszowa i dramaturgiczna     |
| 1994 | Příliš hlučná samota                         | Věra Caïs                 | współpraca artystyczna, projektowanie napisów |
| 2003 | Bezesné noci                                 | David Čálek, Radim Špaček | współpraca przy edycji                        |
| 2012 | Policejní historky                           | Pavel Dražan              | współpraca przy edycji                        |

### Aktor
| Rok  | Film                 | Rola                               | Reżyseria             |
| ---- | -------------------- | ---------------------------------- | --------------------- |
| 1976 | Konečně si rozumíme  | mężczyzna przy budce telefonicznej | Jaroslav Papoušek     |
| 1976 | Na samotě u lesa     | Jiří Menzel                        | żałobnik na pogrzebie |
| 1989 | Čas sluhů            | obywatel w Prage                   | Irena Pavlásková      |
| 1991 | Corpus Delicti       | chłopak Viki                       | Irena Pavlásková      |
| 1993 | Krwawa powieść       | przechodzień                       | Jaroslav Brabec       |
| 1994 | Příliš hlučná samota | wymyślona postać                   | Věra Caïs             |